# Hymenoloma brevifolium
Hymenoloma brevifolium là một loài Rêu trong họ Dicranaceae. Loài này được (Herzog) Ochyra mô tả khoa học đầu tiên năm 2003.